# Bhadarwahi
Le bhadarwahi est une langue indo-aryenne du groupe de langues himachalis (en).